# Islamitisch onderwijs in Europa
Islamitisch onderwijs in Europa wordt in de verschillende lidstaten anders georganiseerd. Hieronder een overzicht.

## België
De meeste basis- en middelbare scholen in België zijn katholiek. De vrijheid van schoolbesturen in België is groot, het bestuur van de school bepaalt de inhoud van de opleiding. Voor godsdienstles staat een vast aantal uur. Als een school geen godsdienstles aanbiedt, moet de school die lesuren vervangen door 'zedenleer' of 'cultuur'. Bij katholieke scholen is de bisschop verantwoordelijk voor het godsdienstonderwijs in zijn bisdom.
Door de vrijheid van onderwijs is het in principe mogelijk om islamitische scholen op te richten. Praktisch is het echter moeilijk om zo'n school te starten, waardoor het tot 1989 duurde vóór er een islamitische school kwam in België. Leerlingen van moslimouders bezoeken meestal confessionele (dus katholieke) scholen. Deze scholen mogen ook islamonderwijs geven, maar in de praktijk gebeurt dat niet. Volgens het Vlaams parlement is er binnen de allochtone gemeenschap een groeiende vraag naar islamitisch godsdienstonderwijs.

## Duitsland
Net als Frankrijk biedt Duitsland geen islamitisch onderwijs aan op openbare scholen. Duitsland kent wel een zeer beperkt aantal particuliere islamitische scholen.

## Frankrijk
Frankrijk kent een strenge scheiding tussen kerk en staat, in Frankrijk wordt daarom op geen enkele openbare (gesubsidieerde) school godsdienstonderwijs aangeboden. Ook symbolen waarmee religieuze leerlingen uiting geven aan hun geloof zijn niet toegestaan op deze scholen, denk daarbij aan kruisjes, hoofddoeken en keppeltjes. Godsdienst wordt in Frankrijk behandeld binnen het vak geschiedenis. Frankrijk kent wel een aantal niet-openbare islamitische scholen.

## Nederland
Het islamitisch onderwijs valt in Nederland onder het bijzonder onderwijs. De leerlingen op een islamitische school krijgen naast gewoon onderwijs als taal en rekenen, onderwijs dat aansluit bij de geloofsovertuiging van hun ouders. De islamitische scholen laten zich - in de woorden van de koepelorganisatie ISBO - leiden door de heilige bronnen van de islam: de Koran en Soenna.

## Verenigd Koninkrijk
In het Verenigd Koninkrijk is er verschil tussen gesubsidieerde- en privéscholen. Islamitische privéscholen zijn toegestaan, maar openbare (gesubsidieerde) scholen moeten sinds 1988 'uitdrukking geven aan de christelijke tradities in Groot-Brittannië'. Dit staat beschreven in de Education Reform Act van 1988. Moslims kunnen dus naar een openbare school gaan en vallen dan onder een christelijk onderwijsprogramma of ze kunnen een (dure) particuliere islamitische school bezoeken. Het is wel mogelijk om op openbare scholen buiten de normale lesuren islamitisch onderwijs te volgen. Dat wordt lokaal geregeld. Door de overheid gesubsidieerde islamitische scholen vallen door het aannemen van subsidie onder het toezicht van de onderwijsinspectie.